# 米哈尔·科雷尔
米哈尔·科雷尔（荷蘭語：Michael Korrel，1994年2月27日—），荷兰男子柔道运动员，2019年世界柔道锦标赛男子100公斤级铜牌得主、2022年世界柔道锦标赛男子100公斤级铜牌得主、2023年世界柔道锦标赛混合团体铜牌得主。